# Aalsterse vlaai

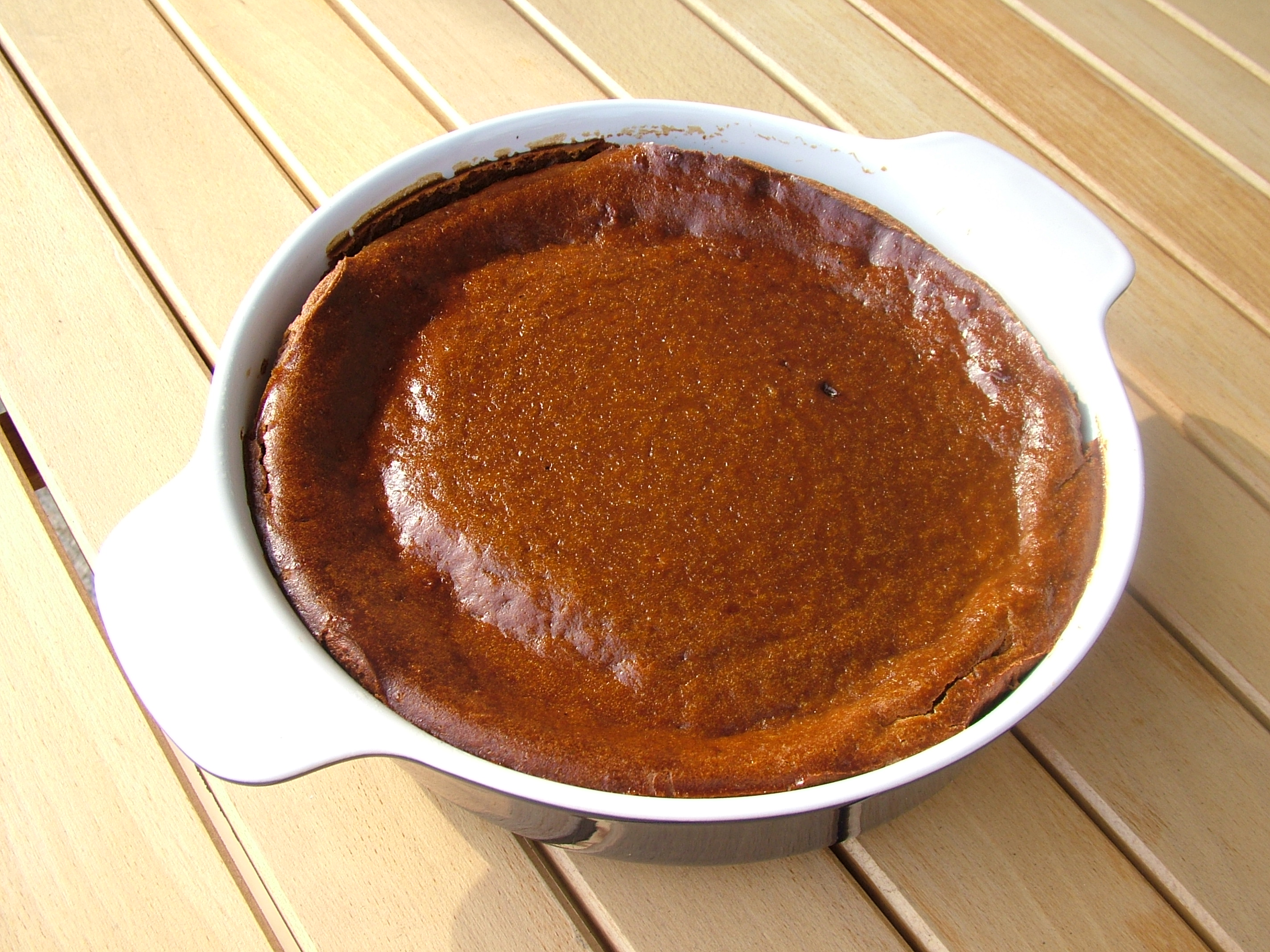

Aalsterse vla (ook geschreven als Aalsterse vlaai) is een eeuwenoud traditioneel streekgerecht uit de streek rond Aalst. Het is een gebak dat gemaakt wordt met mastellen, ook gekend als 'gestreken mastellen. De vlaai is een soort broodpudding die origineel werd gebakken om overschotten van brood en gebak zoals speculaas of peperkoek weg te werken. Vlaai kan gegeten worden als taart, maar wordt ook op de boterham gesmeerd. Sommige recepten klasseren Aalsterse vlaai onder Oost-Vlaamse vlaai. In tegenstelling tot andere bekende vlaaien zoals de Limburgse vlaai, wordt in Aalsterse vlaaien geen fruit verwerkt.

## Geschiedenis
Vroeger werden Aalsterse vlaaien door huisvrouwen gemaakt volgens een eigen recept om etensresten op te gebruiken. Dit gebeurde voornamelijk tijdens kermisperioden. Gezinnen die thuis geen oven hadden, brachten hun beslag in bakvormen naar de bakker, waar ze werden afgebakken. Na verloop van tijd begonnen de bakkers de vlaaien ook zelf te bakken in stenen kommen die werden uitgeleend en terug moesten worden gebracht eens de vlaai op was.

## Recepten
Voor de bereiding van Aalsterse vlaai bestaan er verschillende recepten; op de traditionele manier maakt men ze met mastellen, foelie, kandijsiroop, melk, kristalsuiker, bruine suiker en eieren. Nadat men de melk en siroop heeft gemengd in een kom met een garde, wordt het mengsel op het vuur gezet. Men dient hierbij te roeren tot er een binding ontstaat. Daarna wordt de brij op de mastellen gegoten en laat men deze combinatie een nacht rusten in de koelkast. Samen met de overige ingrediënten wordt dit beslag dan weer gemengd, waarna het in een bakvorm wordt gebakken.
Omdat mastellen niet altijd voorhanden zijn en het proces om ze te maken veel tijd in beslag neemt, worden ook vervangproducten gebruikt voor de bereiding van vlaai. Zo maakt men ze op de niet-traditionele manier met eieren en eigelen, kandijsiroop en -suiker, melk, speculaas, peperkoek, en maïszetmeel. Sommige recepten maken naast voorgenoemde ingrediënten ook gebruik van een snuifje nootmuskaat.
De vlaai kan uit de kom worden gehaald, maar volgens de traditie wordt hij in de vorm in stukken gesneden. Op de Aalsterse zaterdagmarkt worden vlaaien tentoongesteld in hun bakvorm. Deze stenen vormen zijn te herkennen aan hun warme bruingeel getinte kleur, vaak met het opschrift 'Aalsterse vlaai' op de zijkant.
Een lokale bakker bracht in 2015 een doe-het-zelf kit uit voor het bereiden van Aalsterse vlaaien.

## Cultuur
- De Aalsterse vlaai worden in 1891 door Pieter Daens beschreven.

't Is Aalst Kermis.
De Beiaard speelt vrolijk, de klokken luiden feestelijk, de Vreemdelingen komen af;
d’Aalstenaars staan op hun pointilje;
de kastrollen vlaaien worden naar huis gedragen;
de kinderen hunkeren naar den oud-voorvaderlijken vlaaikant.
— Pieter Daens, 1891

- Louis Paul Boon verwijst de Aalsterse vlaai in zijn werk 'Eten op zijn Vlaams' uit 1972.[1][8]
- Er is speculatie over de afbeelding van Aalsterse vlaaien op de schilderijen 'De Spreekwoorden' en De Boerenbruiloft van Pieter Bruegel de Oude, die getrouwd was met de dochter van de Aalsterse schilder Pieter Coecke, Maaike Coecke.[8]
- In 1981 brengt Myriam Bockstael een lokale hitsingle uit 'De Aalsterse vlaaien' en wordt Maria Everaert gehuldigd door het Aalsterse stadsbestuur na het winnen van een wedstrijd met haar originele vlaaienrecept.[8]
- In 1983 wordt de Vlaaiengilde opgericht door Aalsterse bakkers. Het wilde erkenning van de Aalsterse vlaai als streekproduct door VLAM. Dit werd gerealiseerd in 2010 toen Aalst de stad van de smaak was.
- In 2009 wordt de Aalsterse vlaai vernoemd in de thriller 'Engel' van Toni Coppers.[10]

## Verkooppunten
Aalsterse vlaai is te koop bij Aalsterse bakkers en bepaalde speciaalzaken. Doorgaans wordt hij verkocht in aluminium bakjes. Op de Aalsterse zaterdagmarkt worden de vlaaien verkocht in inpakpapier.